# 12508 Darcysloe
12508 Darcysloe è un asteroide della fascia principale. Scoperto nel 1998, presenta un'orbita caratterizzata da un semiasse maggiore pari a 2,4130194 au e da un'eccentricità di 0,1640878, inclinata di 6,96854° rispetto all'eclittica.